# Granulina ovuliformis
Granulina ovuliformis är en snäckart som först beskrevs av d'Orbigny 1841.  Granulina ovuliformis ingår i släktet Granulina och familjen Cystiscidae. Inga underarter finns listade i Catalogue of Life.